# Les Mangeurs de lotus
The Lotos-Eaters
Vous lisez un « article de qualité » labellisé en 2019.
Les Mangeurs de lotus, en anglais The Lotos-Eaters, est un poème de l'écrivain britannique
Alfred Tennyson (1809-1892), édité en 1832 (avec la date de 1833) sous la rubrique « Mythes et Légendes » dans son troisième recueil lyrique (Poems).
Inspiré par le voyage accompli pendant l'été de 1829 en compagnie d'Arthur Hallam, son meilleur ami connu à l'université de Cambridge, dans la partie occidentale[Où ?] des Pyrénées, où, malgré la rébellion qui fait rage, villages et fermes isolés rappellent le pays du « perpétuel après-midi » (always afternoon) (vers 4), il conte l'arrivée d'Ulysse et de son équipage chez les mangeurs de lotus.
Le poème comprend deux parties, d'abord un monologue dramatique dit par un narrateur hétérodiégétique non identifié, puis un chœur de marins et de mangeurs de lotus. Le premier mouvement se compose de cinq strophes spensériennes et le second
de huit plus lâchement construites, où à chaque thème correspond un nouveau schéma rythmique.
À bien des égards, Les Mangeurs de lotus est associé à Ulysse (1832), autre poème légèrement postérieur d'Alfred Tennyson, non seulement parce qu'ils illustrent la forme du monologue dramatique — au même titre que St Simeon Stylites et  Rizpah, eux aussi inclus dans le recueil de 1842 —, mais surtout pour la raison que, doubles négatifs l'un de l'autre, ils incarnent deux aspects opposés de Tennyson, « l'abandon au rêve et le renoncement à la lutte ; […] la passion de l'action virile et de l'aventure, la survivance de l'espoir jusque dans la défaite et dans la mort » selon l'angliciste Madeleine Cazamian (1884-1979), auteure de la seule traduction du poème en français, publiée en 1937 chez F. Aubier.

## Contexte historique, personnel et littéraire
L'épisode des mangeurs de lotus (les Lotophages) est un événement fondateur du mythe de l'Odyssée, au même titre que les combats entre Hector et Achille constituent le cœur de l'Iliade.

### Préliminaires

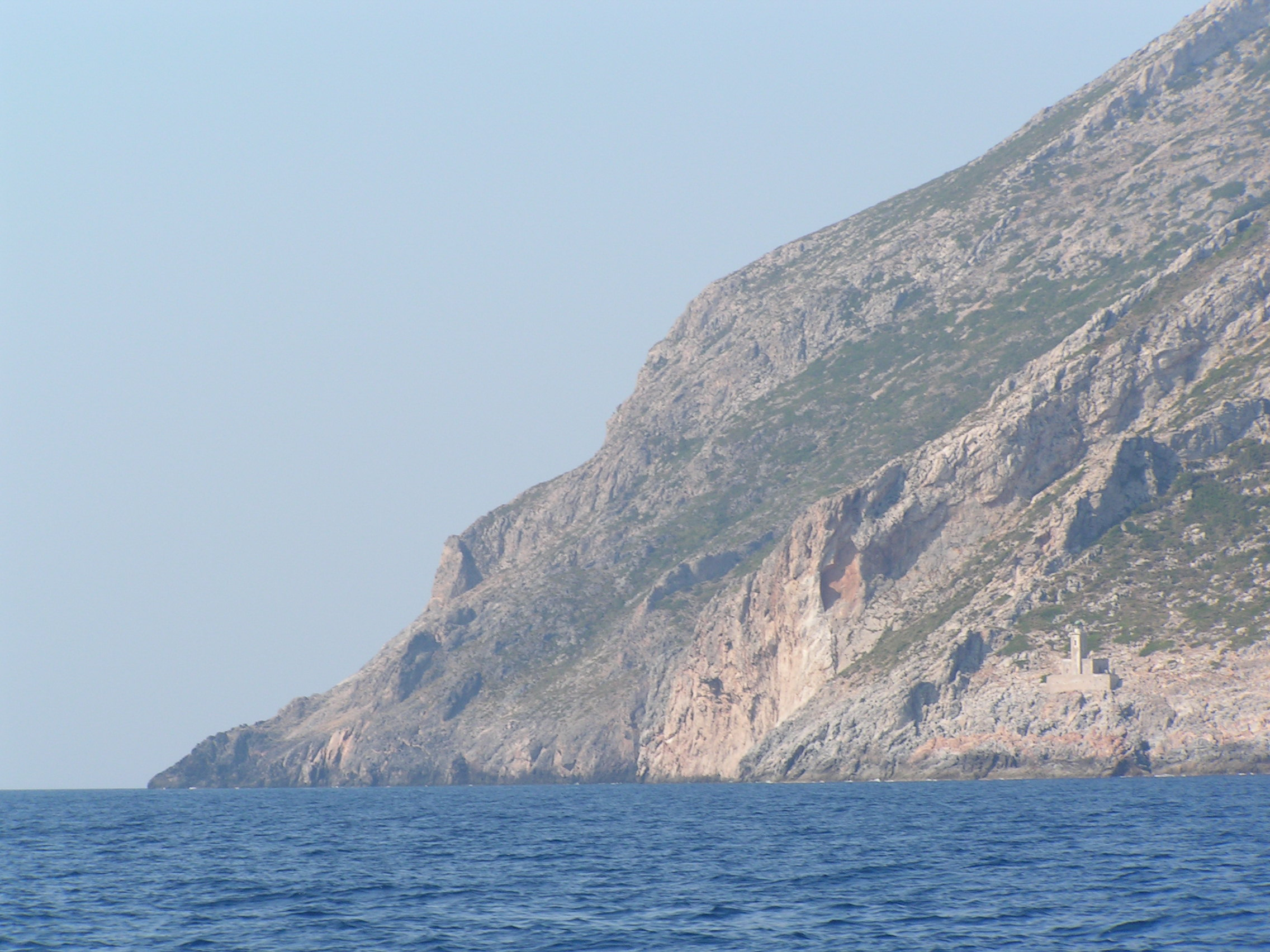
Cap Malée.

Ulysse, dont la flotte est très réduite, aborde le cap Malée, dernier à-pic de la péninsule d'Épidaure Limira, à l'extrémité méridionale du Péloponnèse. Une tempête éclate et sept jours durant balaye les navires qui, privés de cap, se retrouvent dans des espaces inconnus : « Et certainement, j'aurais pu arriver sain et sauf dans ma patrie mais, le cap Malée ayant été doublé, la vague et le courant, renforcés par Borée me poussèrent au loin et me dévièrent de la route au-delà de Cythère. » Ulysse, sans encore le savoir, vient d'être projeté hors des frontières du monde naturellement accessible, un ailleurs dépourvu des repères habituels de l'oikoumènos, ce que Jean-Pierre Vernant appelle « la contrée de la non-humanité ».

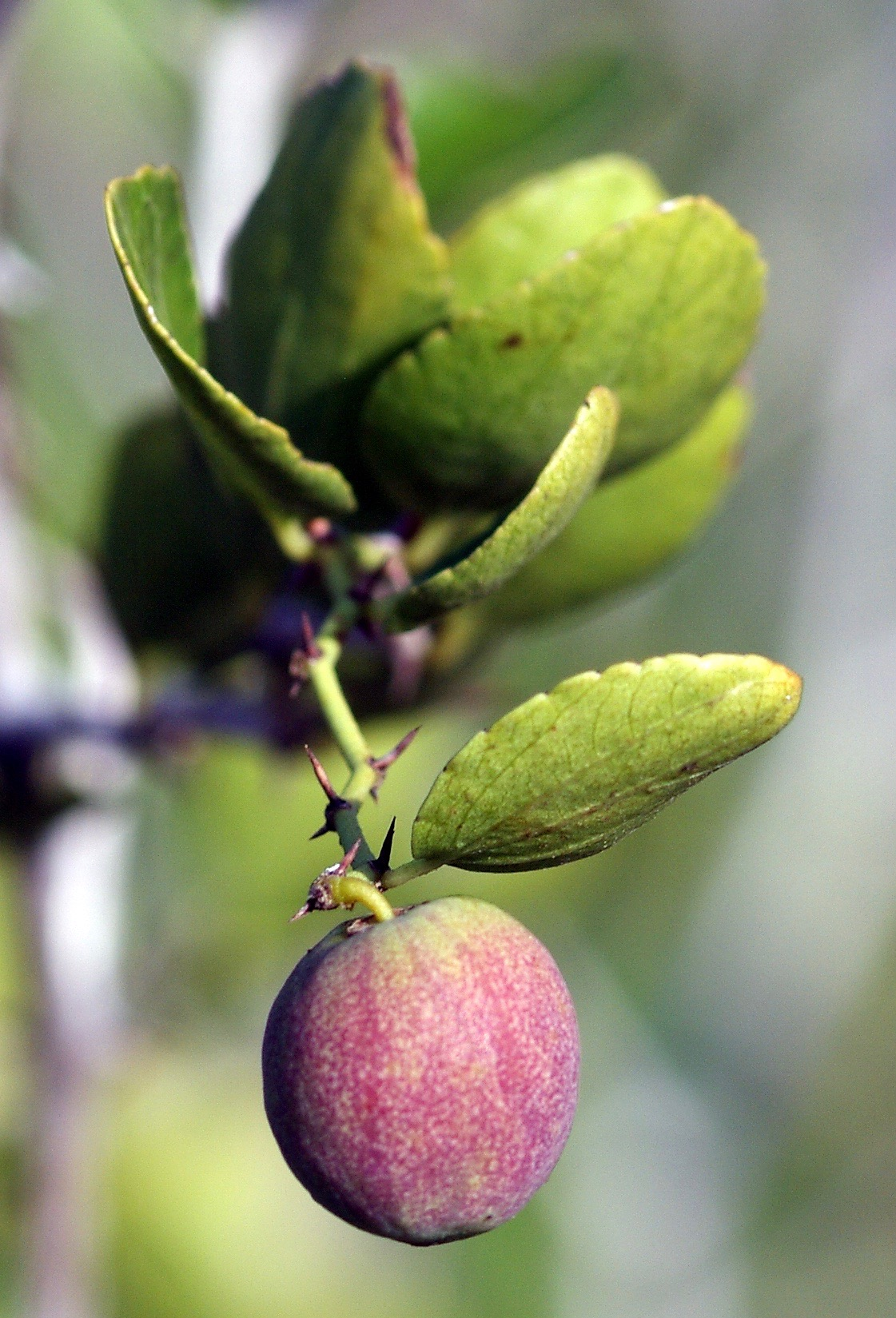
Un jujube lotus ou lotos, en cours de maturation. Photographie prise à Adana, en Turquie, en novembre 2012.

Une rive d'aspect accueillant se détache de l'horizon que la tempête a fini par apaiser ; Ulysse dépêche trois estafettes en éclaireurs ; et loin d'être repoussés, ces marins dépenaillés sont reçus avec une exquise bienveillance et aussitôt invités à partager le repas des indigènes. Ce ne sont ni le pain ni le vin qui sont servis selon l'usage établi de la mode grecque, donc ithaquoise, mais le doux et délectable fruit du lotus (ou lotos), un jujube sauvage qui, sitôt goûté, plonge les convives dans la léthargie, abolit le souvenir et oblitère la volonté : « Mais, à peine en chemin, mes envoyés se lient avec les Lotophages qui, loin de méditer le meurtre de nos gens, leur servent du lotos. Or, sitôt que l'un d'eux goûte à ces fruits de miel, il ne veut plus rentrer ni donner de nouvelles. »

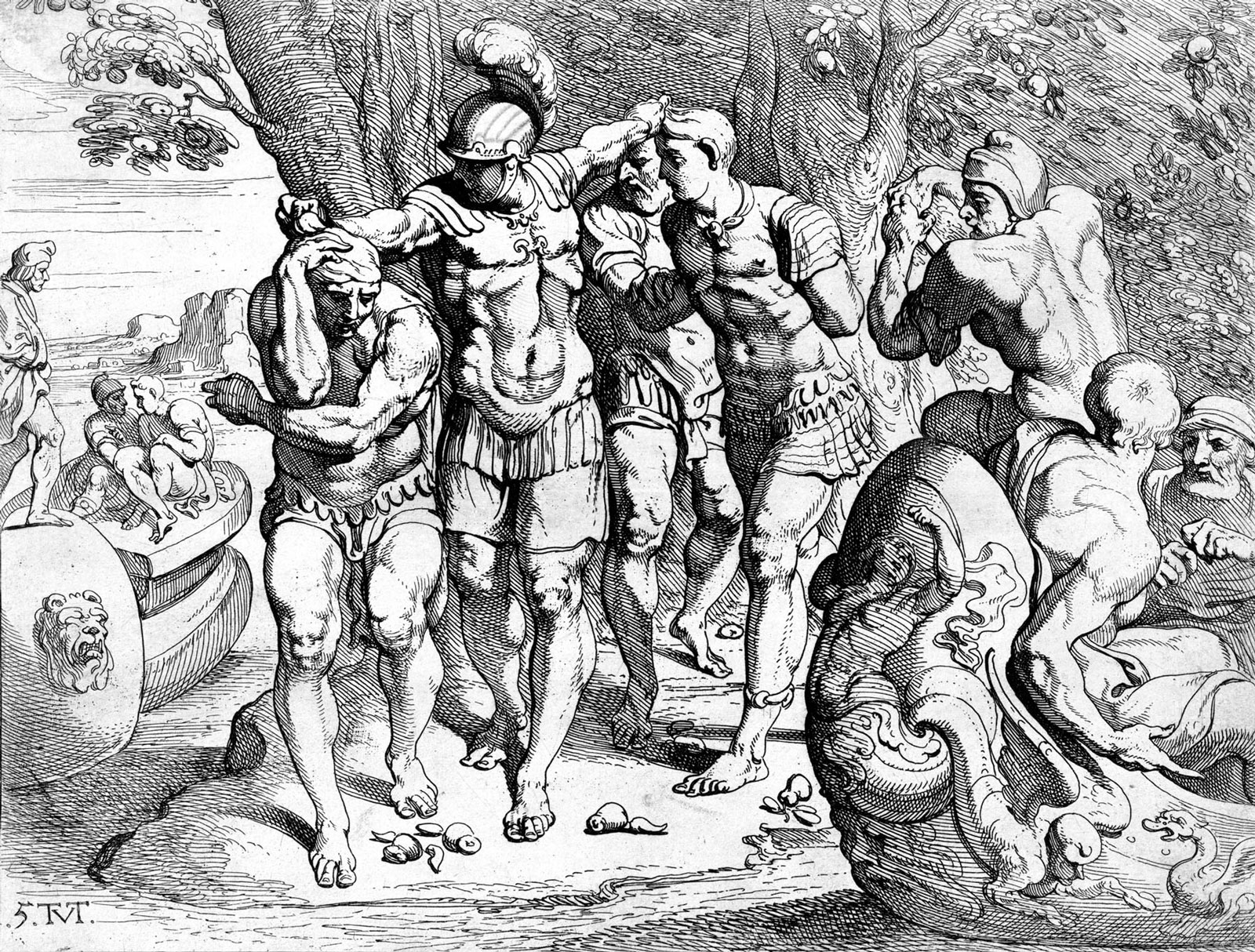
Ulysse ramenant ses hommes manu militari (estampe française du XVIIIe siècle).

Après ce passage dans l'oubli, l'effacement du souvenir de la patrie pourtant toute proche représente, à l'arrière-plan des aventures d'Ulysse et de son équipage, le danger et le mal. Désormais, les marins entrent dans un monde où ceux qu'Hésiode appelle « les enfants de Nuit », c'est-à-dire les puissances nocturnes, étendent peu à peu leur ombre. Dans l'Odyssée, Ulysse, n'ayant pas cédé à la tentation de porter la plante à ses lèvres, s'empresse de faire rembarquer ses gens manu militari et les attache sous les bancs du vaisseau ; mais demeure à jamais au-dessus de ces marins toujours anesthésiés un nuage sombre ou une brume opaque qui menacent de les perdre s'ils se livrent à l'oubli du retour.

### L'ombre d'Arthur Hallam
Les trois poèmes retenus pour la publication de 1833, Oenone, Les Mangeurs de lotus et Mariana sont corrigés par Tennyson lors de leur parution en 1842. Les Mangeurs de lotus, en particulier, se voit enrichi d'une antépénultième strophe (strophe VI), primordiale pour la compréhension de l'ensemble du poème : même si un individu, laisse-t-elle entendre en ses derniers vers, est en proie à une profonde douleur, il possède un surplus de ressources suffisant pour surmonter l'appel à la dissolution de son identité et au délitement de son être personnel. Les critiques reconnaissent là une évocation de l'arrachement ressenti par Alfred Tennyson lors de la perte subite de son ami Arthur Henry Allam à Vienne pendant l'été de 1833. Les deux jeunes gens ont l'habitude de discuter de leurs œuvres et de la poésie en général, de la philosophie, de l'art d'écrire des vers ; Tennyson prédit à son compagnon le plus brillant destin, peut-être même au sommet de l'État, et c'est un mois après cette mort qu'il écrit Ulysse.
Les Mangeurs de lotus s'inspire du spectacle d'une cascade dévalant les flancs de la montagne dans le petit village de Cauterets lors du voyage fait en compagnie d'Arthur Hallam dans les Pyrénées. D'après Poetry Foundation, la charge émotionnelle alors reçue et engrangée s'exaspère après la mort d'Arthur, et Alfred Tennyson revient dans l'étroite vallée à de nombreuses reprises jusqu'à sa mort quelque soixante ans plus tard.

### Le monologue dramatique
La première partie du poème (cinq strophes) est dite par un narrateur hétérodiégétique qui s'exprime sous la forme d'un monologue dramatique. Le personnage principal, s'il apparaît au premier plan, n'est représenté que par le pronom personnel he du vers 1. Dans la mesure où ce « il » participe à l'action de façon directive (pointed) (vers 1), il apparaît comme un meneur d'hommes et, une fois le contexte connu, se désigne comme étant Ulysse qui, après avoir proféré son encouragement initial, disparaît de l'espace du récit pour céder la place aux véritables protagonistes, l'équipage et les habitants de l'île privés de repères et qu'illuminent les après-midi éternels. Toutefois, Tennyson joue avec la forme habituelle du monologue dramatique, par exemple celle que pratique Robert Browning dans Hommes et Femmes (Men and Women), car il désire donner au genre une résonance ironique, comme il va le faire dans Ulysse.

### Quelques références historiques
Alfred Tennyson ne suit pas Homère dans la mesure où les marins qu'il décrit finissent par devenir insensibles à la notion de moralité, aussi vague et imposée soit-elle. D'autre part, les arguments qu'ils déploient rappellent les paroles de « Désespoir » (Despair), personnage allégorique du livre I de La Reine des fées de Spenser. Désespoir, dont le nom résume le caractère, est un être aussi maléfique qu'égaré qui vit dans une grotte et qui conduit le chevalier Croix Rouge (Redcrosse Knight), le héros représentant l'Angleterre, au bord du suicide par sa seule rhétorique, avant que n'intervienne juste à temps Una, personnification de la vraie et authentique religion protestante. Pas plus que lui, selon James Kincaid, les marins ne s'inspirent des enseignements du christianisme ; de ce fait, le lecteur reste seul face à un dilemme dont il n'a pas la maîtrise : « Ulysse le courageux, tout comme les marins qui mangent le lotus, ont au moins la possibilité du choix, entre autres celui de dissoudre la tension, alors que le lecteur reste un spectateur et un auditeur impuissant à changer quoi que ce soit. »
Deux autres influences implicites sont le jardin d'Eden où la Genèse (chapitres 2 et 3) place l'histoire d'Adam et Ève, et par voie de conséquence, car ces œuvres sont toutes inspirées de ce prototype, L'Allegro et Le Jardin (The Garden), poèmes bucoliques de John Milton (1645) et d'Andrew Marvell (1681).

## Poème, texte et analyse
Les Mangeurs de lotus est l'un des poèmes de Tennyson exaltant de la plus séduisante façon — mais aussi la plus ambiguë — l'indolence et la langueur, alors qu'il commence par une vigoureuse exhortation au « courage », qu'accompagne un geste d'espoir des plus confiants (pointed toward). Le deuxième vers, cependant, cède déjà à la passivité : ce n'est pas à la seule volonté des hommes que se voit confiée la tâche d'avancer, mais à la vague montante (« mounting wave »). De plus, la rime du troisième vers retrouve le mot land du premier, mais non plus défini par the, c'est-à-dire « le seul, l'unique », « la terre espérée », mais in-défini par a, soit « un certain », « un inconnu ». Ainsi, trois vers d'introduction suffisent à non seulement planter un décor et décrire une situation, mais aussi à exprimer le seul vrai thème du poème.
The Lotos-Eaters

"Courage!" he said, and pointed toward the land, 

"This mounting wave will roll us shoreward soon." 

In the afternoon they came unto a land 

In which it seemed always afternoon.

All round the coast the languid air did swoon, 

Breathing like one that hath a weary dream.

Full-faced above the valley stood the moon; 

And like a downward smoke, the slender stream 

Along the cliff to fall and pause and fall did seem.

A land of streams! some, like a downward smoke, 

Slow-dropping veils of thinnest lawn, did go; 

And some thro' wavering lights and shadows broke, 

Rolling a slumbrous sheet of foam below.

They saw the gleaming river seaward flow 

From the inner land: far off, three mountain-tops, 

Three silent pinnacles of aged snow, 

Stood sunset-flush'd: and, dew'd with showery drops, 

Up-clomb the shadowy pine above the woven copse.

The charmed sunset linger'd low adown 

In the red West: thro' mountain clefts the dale 

Was seen far inland, and the yellow down 

Border'd with palm, and many a winding vale 

And meadow, set with slender galingale; 

A land where all things always seem'd the same! 

And round about the keel with faces pale, 

Dark faces pale against that rosy flame, 

The mild-eyed melancholy Lotos-eaters came.

Branches they bore of that enchanted stem, 

Laden with flower and fruit, whereof they gave 

To each, but whoso did receive of them, 

And taste, to him the gushing of the wave 

Far far away did seem to mourn and rave 

On alien shores; and if his fellow spake, 

His voice was thin, as voices from the grave; 

And deep-asleep he seem'd, yet all awake, 

And music in his ears his beating heart did make.

They sat them down upon the yellow sand, 

Between the sun and moon upon the shore; 

And sweet it was to dream of Fatherland, 

Of child, and wife, and slave; but evermore 

Most weary seem'd the sea, weary the oar, 

Weary the wandering fields of barren foam.

Then some one said, "We will return no more"; 

And all at once they sang, "Our island home 

Is far beyond the wave; we will no longer roam."

### Un locuteur presque discret
Ainsi se termine sans retour la première partie du poème, entièrement dévolue à la narration du locuteur inconnu qui décrit des faits et rapporte des paroles apparemment sans intrusion personnelle, d'où des descriptions directes, parfois assorties d'un cliché, comme lorsque les lotophages s'expriment d'une voix « ténue comme [celles] qui sortent du tombeau ».
Dans l'ensemble, le lecteur ignore où se situe la sympathie ou le regret du locuteur qui, en observateur omniscient, use du procédé de la focalisation interne, entre dans les consciences et, grâce au discours indirect libre, usurpe la parole intérieure. Lorsque les éclaireurs d'Ulysse découvrent l'île peu après avoir quitté la grève, leurs pensées s'expriment par des verbes attributifs tels que « sembler » ou « paraître », mais à peine la description se nuance-t-elle selon qu'ils soient lotophages confirmés ou en voie de le devenir. Prévaut en effet une atmosphère générale à laquelle chacun des participants ne peut qu'être sensible.

### Un pittoresque de circonstance ambigu

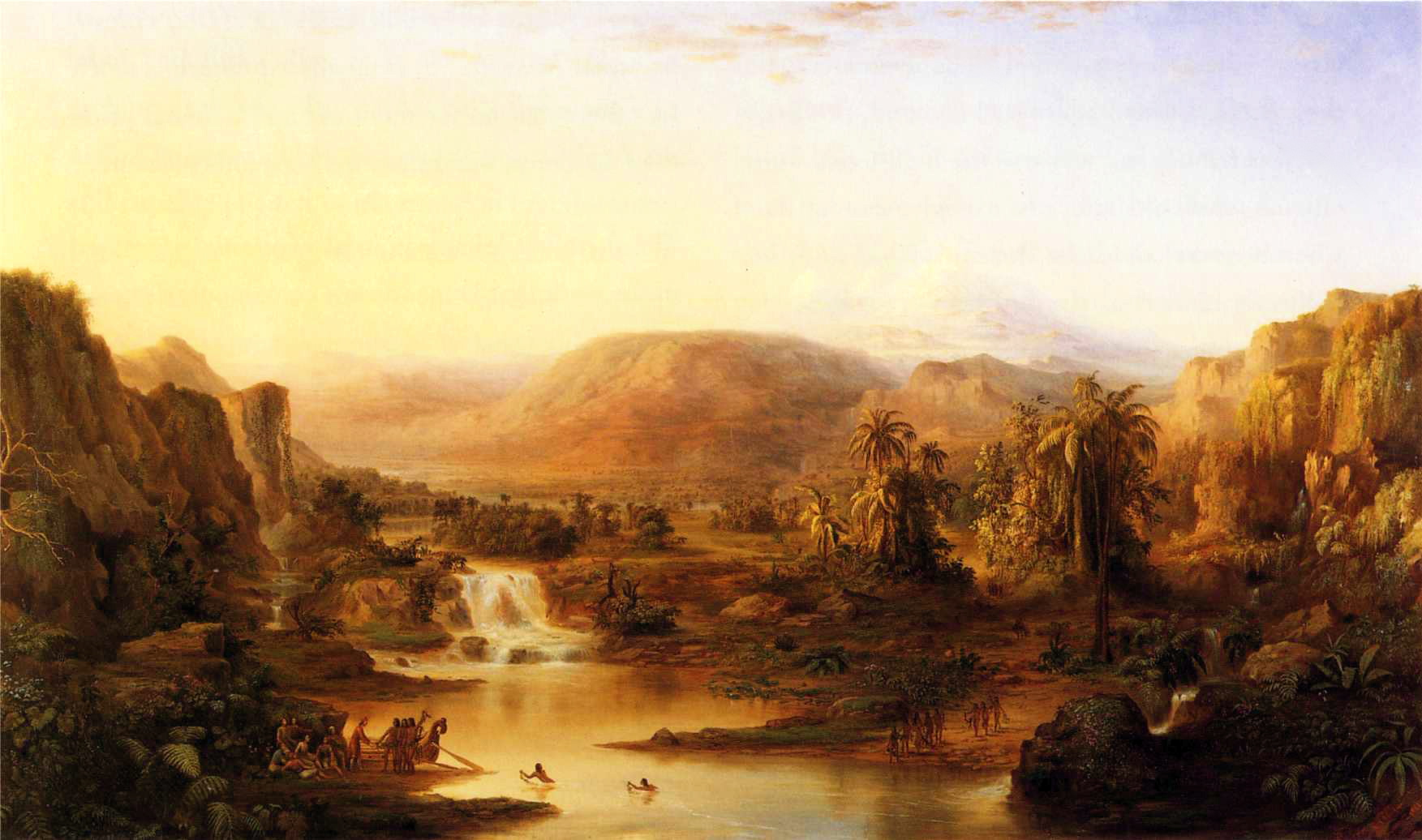
Le pays des Mangeurs de Lotus, par Robert Duncanson, 1861.

Le locuteur module son discours en dotant les lieux d'un pittoresque de circonstance suffisamment ambigu pour suggérer à la fois la léthargie et l'exaltation : léthargie du convaincu (le lotophage), exaltation de celui qui vient de le devenir (le marin), léthargies plurielles aussi, puisque chacun porte en soi la double certitude de bénéficier d'un bonheur dû à sa sortie de l'univers normal. Le vocabulaire choisi pour l'occasion rappelle le langage poétique (Poetic Diction) hérité de Pope ou de James Thomson, l'auteur du Château d'Indolence — qui traite d'un sujet semblable, quoique sur un ton parodique. Fleurissent aussi des expressions obligées telles que flowery drops (« gouttes fleuries ») ou encore winding vale (« vallon sinueux ») dont l'assonance et l'allitération ajoutent à l'effet.
Pourtant, la strophe spensérienne, utilisée cinq fois avant que ne commence le chœur, constitue en soi un vecteur dont les répétitions structurelles, selon Ricks, relèvent du pur lyrisme tout en constituant une menace potentielle. Après les huit sages pentamètres iambiques, l'alexandrin final permet une pause, « véritable illusion d'optique » qu'accentuent les nombreuses expressions archaïsantes telles que did swoon, did seem, did go, did receive, did make, qui doublent le prétérit en un temps composé et paraissent à la fois « très précautionneuses et très peu pressées ».
À ces strophes revient la tâche de planter le décor du crépuscule rosé et de présenter les mangeurs de lotus si incroyablement inoffensifs, quoique empreints d'une sombre mélancolie. Ici, le temps reste suspendu comme dans un rêve, permettant au lecteur de savourer la métamorphose des lieux en compagnie des marins ébahis de tant de nonchalante liberté. De fait, le paysage participe activement à la mise en scène dont chacun des éléments devient un accessoire : la lune est pleine (full-face), trônant au-dessus de la vallée alors que le jour est à son apogée ; le ruisseau joue, cascade du haut de la montagne, se rétrécit en un menu filet, se volatilise en une brume capricieuse, fait une pause, reprend sa course au ralenti et se dissout dans la somnolence de l'écume (slumberous). Le soleil se trouble : sous le charme (charmed), rougissant dans le miroir de la rosée (roseate), empourpré au couchant (the red west) et pailletant d'or les palmiers de la dune.
« À contre-jour » (against), le regard voilé et l'air mélancolique, s'avancent les mangeurs de lotus, partagés semble-t-il entre la suffisance (complacency) et la culpabilité (guilt), comme si, enfouie en leur tréfonds, subsistait l'amertume de leurs responsabilités ensevelies dans l'oubli universel. Christopher Ricks met en exergue la préposition against (littéralement « contre », retrouvé en français dans « à contre-jour »), pourtant d'un usage normal dans l'expression anglaise, pour y déceler l'ombre d'une menace, les mangeurs de lotus laissant secrètement transparaître selon lui un sourd antagonisme envers la lumière.
CHORIC SONG

I 

There is sweet music here that softer falls 

Than petals from blown roses on the grass, 

Or night-dews on still waters between walls 

Of shadowy granite, in a gleaming pass; 

Music that gentlier on the spirit lies, 

Than tir'd eyelids upon tir'd eyes; 

Music that brings sweet sleep down from the blissful skies.

Here are cool mosses deep, 

And thro' the moss the ivies creep, 

And in the stream the long-leaved flowers weep, 

And from the craggy ledge the poppy hangs in sleep.

### La réverbération de la douceur
D'un côté, l'éternel mouvement des flots, la vague montante, le tumulte de la tempête, le chaos de la colère des dieux ; ici, le pays où rien ne bouge, son apparente perfection servant de gage à son immobilité. La musique est souveraine, doucereuse, incitant les hommes et les plantes au sommeil, alors que pleurent les longues feuilles du lotus participant de l'universel et suave engourdissement : bientôt, les voix amies restées sur la grève s'amenuisent en un petit filet sonore, comme sourdant lui aussi d'un tombeau.
Les onze vers précédents (strophe 1 du chœur) présentent une série de variations poétiques sur le thème de la « douceur » que distille la musique filtrant des quatre points cardinaux de l'île. L'art de Tennyson consiste à rendre par des mots les diverses inflexions de la partition jouée à l'échelle de la nature. Pour instruments, les éléments du décor, minéraux, végétaux, astres, ruisseaux et gouttes.
En effet, la « douceur » se décline en différents adjectifs : sweet répété onze fois, qui en anglais, comme le remarque Sartre, comporte une part de sucré, soit l'équivalent gustatif du visqueux, soft qui revient trois fois et son comparatif une fois, languid deux fois, gentle une fois et son comparatif une fois ; soft relève du toucher et suggère la caresse, languid exprime la langueur, soothing l'apaisement.
De plus, chaque forme de douceur se voit précisée par une comparaison concrète, telle la musique qui tombe « plus « doucement » que le pétale de la rose » (Chœur, strophe I, vers 2), ou encore « plus « doucement » sur l'âme / Que les paupières lasses sur des yeux las » (Chœur, strophe I, vers 5-6).
De plus, la musique que renvoient « les cieux baignés de joie » (blissful skies) a pour dominante le même son /i:/ répété quatre fois dans les rimes deep, creep, weep, sleep, ce qui produit un glissement à la fois sémantique et onomatopéique vers le sommeil, lui-même dès l'abord qualifié de sweet, autre /i:/.
Enfin, l'irrémédiable progression vers cet état se trouve graphiquement illustré par la longueur croissante des vers, passant respectivement de cinq accents toniques à sept, puis à neuf, ensuite à onze où culmine le mot tant attendu : sleep.
La technique de Tennyson consiste également à laisser la nature émettre des sons[pas clair] qui, surtout — mais pas seulement — dans la première partie du poème, se réverbèrent sans cesse, si bien que, pour des intrus d'abord les yeux grands ouverts puis, au fur et à mesure que le lotus s'empare de leur conscience, toute ouïe, leur écho s'adoucit jusqu'à ce qu'ils se tournent vers l'intérieur de leur être et « écoutent ce que chante leur esprit intérieur ». Ainsi, la musique n'opère pas seulement au niveau des sons mais relève aussi du registre spirituel. En définitive, écrit Caroline Haghood, « manger du lotus n'est pas seulement un geste épicurien, mais permet à un homme d'être à l'écoute de la mélodie de son âme ». Cette interprétation complète celle de Ricks, qui rappelle que si le jaillissement de la vague porte en lui des accents de « deuil » (mourning), « la musique que [le marin] perçoit est celle des battements de son cœur ».
II 

Why are we weigh'd upon with heaviness, 

And utterly consumed with sharp distress, 

While all things else have rest from weariness? 

All things have rest: why should we toil alone, 

We only toil, who are the first of things, 

And make perpetual moan, 

Still from one sorrow to another thrown: 

Nor ever fold our wings, 

And cease from wanderings, 

Nor steep our brows in slumber's holy balm; 

Nor harken what the inner spirit sings, 

"There is no joy but calm!" 

Why should we only toil, the roof and crown of things?

III 

Lo! in the middle of the wood, 

The folded leaf is woo'd from out the bud 

With winds upon the branch, and there 

Grows green and broad, and takes no care, 

Sun-steep'd at noon, and in the moon 

Nightly dew-fed; and turning yellow 

Falls, and floats adown the air.

Lo! sweeten'd with the summer light, 

The full-juiced apple, waxing over-mellow, 

Drops in a silent autumn night.

All its allotted length of days 

The flower ripens in its place, 

Ripens and fades, and falls, and hath no toil, 

Fast-rooted in the fruitful soil.

IV 

Hateful is the dark-blue sky, 

Vaulted o'er the dark-blue sea.

Death is the end of life; ah, why 

Should life all labour be? 

Let us alone. Time driveth onward fast, 

And in a little while our lips are dumb.

Let us alone. What is it that will last? 

All things are taken from us, and become 

Portions and parcels of the dreadful past.

Let us alone. What pleasure can we have 

To war with evil? Is there any peace 

In ever climbing up the climbing wave? 

All things have rest, and ripen toward the grave 

In silence; ripen, fall and cease: 

Give us long rest or death, dark death, or dreamful ease.

### Le flux et le reflux du chœur
Les strophes du chœur alternent, tantôt chantant la plus nonchalante des langueurs, tantôt se livrant à un questionnement des plus anxieux : « Peut-on trouver la paix / En gravissant toujours la vague qui monte ? » Jamais l'indignation ne cède le pas au repos. Quel est désormais le thème dont il est débattu ? Est-ce la mort, et son but est-il seulement de rompre la vie ? Que penser de ce qui reste des ancêtres qui, eux, n'ont pas failli ? Deux poignées de poussière blanche enfermées dans une urne de cuivre.

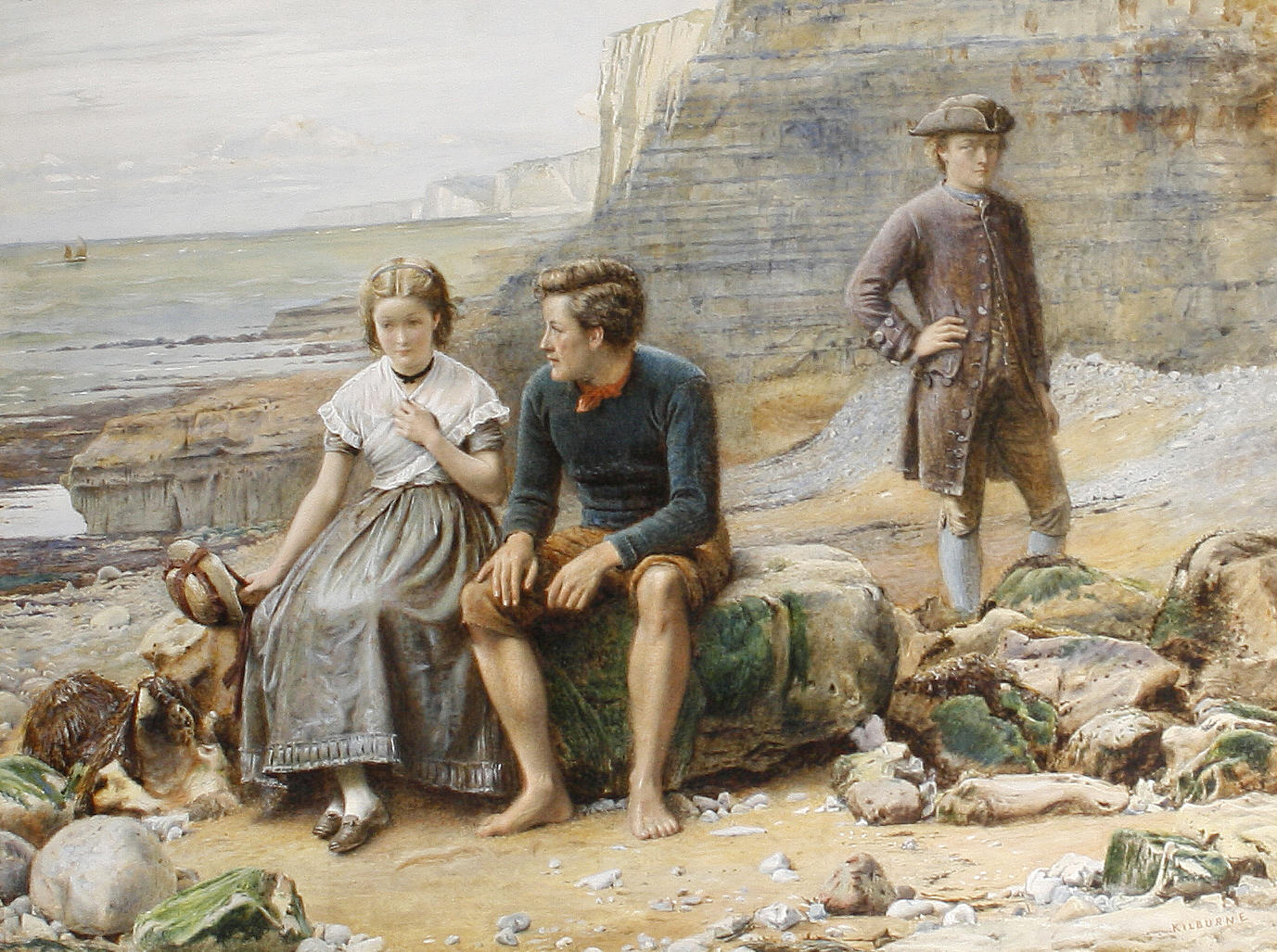
Enoch Arden (aquarelle par George Goodwin Kilburne).

C'est dire que toute responsabilité participe elle aussi du seul rêve, que rend plausible une ultime et subtile forme de rationalisation : le monde est sens dessus-dessous, le devoir est remplacé par un contre-devoir, celui de ne plus revenir, puisque nos fils se sont déjà emparés de nos biens et que, accoutrés comme nous le sommes — Ulysse se déguisera en mendiant lors de son arrivée à Ithaque, mais ce sera pour mieux confondre la horde des prétendants —, il est préférable que nous nous fassions oublier et que les choses soient tranquillement laissées en l'état.
Les possibilités destructrices du retour ont longtemps préoccupé Tennyson, qui aborde le thème depuis son poème de jeunesse La diligence de la mort (The Coach of Death), le creuse dans In Memoriam et y revient dans Enoch Arden, publié en 1864 alors qu'il est poète-lauréat.
L'exemple d'Enoch Arden est particulièrement pertinent dans la mesure où Tennyson prend le contrepied de la légende homérique où le héros, disparu de son île pendant vingt années, revient pour constater que son épouse, usant de divers stratagèmes, lui est restée fidèle. Enoch, en revanche, que des circonstances extraordinaires ont tenu éloigné pendant plus de dix ans, découvre à son retour que la sienne s'est remariée, a deux enfants et est heureuse. Il ne se montre pas, ne dit rien, se sacrifiant pour le bonheur de celle qu'il aime par-dessus tout et meurt de chagrin. Son histoire n'est connue qu'après sa mort, préalablement écrite par ses soins. En quelque sorte, les marins d'Ulysse ont anticipé le problème dans Les Mangeurs de lotus. La drogue consommée sur l'île agit tel un sérum de vérité et lorsqu'ils chantent à la strophe V du chœur le regret de ne pouvoir revivre les souvenirs de ceux qui les ont élevés et gisent sous un petit tertre de terre, ils expriment selon Tennyson une certaine forme de sagesse.
V 

How sweet it were, hearing the downward stream, 

With half-shut eyes ever to seem 

Falling asleep in a half-dream! 

To dream and dream, like yonder amber light, 

Which will not leave the myrrh-bush on the height; 

To hear each other's whisper'd speech; 

Eating the Lotos day by day, 

To watch the crisping ripples on the beach, 

And tender curving lines of creamy spray; 

To lend our hearts and spirits wholly 

To the influence of mild-minded melancholy; 

To muse and brood and live again in memory, 

With those old faces of our infancy 

Heap'd over with a mound of grass, 

Two handfuls of white dust, shut in an urn of brass!

VI

Dear is the memory of our wedded lives, 

And dear the last embraces of our wives 

And their warm tears: but all hath suffer'd change: 

For surely now our household hearths are cold, 

Our sons inherit us: our looks are strange: 

And we should come like ghosts to trouble joy.

Or else the island princes over-bold 

Have eat our substance, and the minstrel sings 

Before them of the ten years' war in Troy, 

And our great deeds, as half-forgotten things.

Is there confusion in the little isle? 

Let what is broken so remain.

The Gods are hard to reconcile: 

Tis hard to settle order once again.

There is confusion worse than death, 

Trouble on trouble, pain on pain, 

Long labour unto aged breath, 

Sore task to hearts worn out by many wars 

And eyes grown dim with gazing on the pilot-stars.

VII

But, propt on beds of amaranth and moly, 

How sweet (while warm airs lull us, blowing lowly) 

With half-dropt eyelid still, 

Beneath a heaven dark and holy, 

To watch the long bright river drawing slowly 

His waters from the purple hill— 

To hear the dewy echoes calling 

From cave to cave thro' the thick-twined vine— 

To watch the emerald-colour'd water falling 

Thro' many a wov'n acanthus-wreath divine! 

Only to hear and see the far-off sparkling brine, 

Only to hear were sweet, stretch'd out beneath the pine.

VIII

The Lotos blooms below the barren peak: 

The Lotos blows by every winding creek: 

All day the wind breathes low with mellower tone: 

Thro' every hollow cave and alley lone 

Round and round the spicy downs the yellow Lotos-dust is blown.

We have had enough of action, and of motion we, 

Roll'd to starboard, roll'd to larboard, when the surge was seething free, 

Where the wallowing monster spouted his foam-fountains in the sea.

Let us swear an oath, and keep it with an equal mind, 

In the hollow Lotos-land to live and lie reclined 

On the hills like Gods together, careless of mankind.

For they lie beside their nectar, and the bolts are hurl'd 

Far below them in the valleys, and the clouds are lightly curl'd 

Round their golden houses, girdled with the gleaming world: 

Where they smile in secret, looking over wasted lands, 

Blight and famine, plague and earthquake, roaring deeps and fiery sands, 

Clanging fights, and flaming towns, and sinking ships, and praying hands.

But they smile, they find a music centred in a doleful song 

Steaming up, a lamentation and an ancient tale of wrong, 

Like a tale of little meaning tho' the words are strong; 

Chanted from an ill-used race of men that cleave the soil, 

Sow the seed, and reap the harvest with enduring toil, 

Storing yearly little dues of wheat, and wine and oil; 

Till they perish and they suffer—some, 'tis whisper'd—down in hell 

Suffer endless anguish, others in Elysian valleys dwell, 

Resting weary limbs at last on beds of asphodel.

Surely, surely, slumber is more sweet than toil, the shore 

Than labour in the deep mid-ocean, wind and wave and oar; 

O, rest ye, brother mariners, we will not wander more.

### De la nature des choses
L'indolence et l'oubli se trouvent dans la nature, dont la mission n'est pas de travailler, mais de se laisser vivre. Plus avance le poème, plus se précise cette notion qui va à l'encontre de tous les enseignements du christianisme. En quelque sorte, la nature se suffit à elle-même : le bourgeon éclot sous les caresses du vent, se développe à la chaleur du soleil et se nourrit de la rosée de la nuit. La fleur, le fruit murissent sur place, sans avoir à trimer (toiling) comme le font les hommes qui affrontent les sombres flots et que la mort poursuit sans relâche. Mieux vaut le lotus salvateur, qui procure la paix et le contentement, offre une vie bercée par l'harmonie de l'orchestre des cieux, des montagnes, des ruisseaux et des parterres de fleurs. Les malédictions terrestres appartiennent au passé — la peste, la faim, le labeur, l'angoisse. Un serment clôt la résolution unanime qui sonne comme un acte de rébellion : au vers 173, les hommes de la mer ont juré que « jamais plus, jamais plus » ils n'erreront de par les océans et les rivages hostiles, pacte que scelle sémantiquement le choix de will (volontaire) aux dépens de shall (simple futur).
Cette conception tient vraisemblablement de la situation des dieux, habitants des intermondes qui vivent une vie bienheureuse et n'interviennent en rien sur les destinées humaines, telle qu'elle est conçue par Lucrèce dans son poème didactique De la nature des choses (De natura rerum). Débarrassée du fardeau des préjugés et des superstitions d'origine essentiellement religieuse, cette nouvelle connaissance du monde permet d'atteindre l'ataraxie, c'est-à-dire l'impassibilité, la tranquillité de l'âme.
Aucun signe de la part du narrateur, qui ne condamne ni n'approuve, encore que quelques mots, disséminés çà et là, puissent à la rigueur laisser accroire qu'une sourde réprobation mine subrepticement le texte : ainsi la récurrence de l'adjectif « stérile », décliné sous divers synonymes — « aride » (barren), « âgé » (aged snow), etc. —, l'accumulation des négations, la répétition des expressions signifiant l'arrêt (« jamais plus » (no more)), le bruit des vagues bourdonnant comme un tocsin. Ricks constate que le poème commence par « il », sûrement Ulysse, puis donne la préséance à « eux », les marins, à nouveau à « eux », mais cette fois les mangeurs de lotus, enfin à « nous », les marins. L'ordonnance de ces pronoms personnels entraîne certaines questions : qui sont vraiment les mangeurs de lotus ? Les hommes de la mer deviennent-ils d'authentiques mangeurs de lotus ? Peuvent-ils être désormais considérés comme des natifs de l'île ? Le poème concerne-t-il une addiction que rien ni personne ne brisera  ?
En définitive, la question principale n'appartient ni aux premiers ni aux seconds. Les Mangeurs de lotus s'inspire, sans le suivre totalement, d'Homère, mais reste une création poétique autonome. Toutefois, dans le chant IX de l'Odyssée, Ulysse ramène ses éclaireurs de force et en pleurs au navire. Chez Tennyson, le « il » initial ne fait pas partie de ceux qui mangent la plante de l'oubli, mais, se demande Ricks, garde-t-il assez d'autorité pour franchir le cap d'un si long poème ? Après le chœur, le récit semble bel et bien avoir été abandonné, et « nos souhaits [en tant que lecteurs], comme le poème nous le rappelle tacitement, n'ont pas nécessairement la préséance ».
De fait, William Flesh, poursuivant le raisonnement de Ricks, écrit que le poème ne cherche pas à imposer une vue morale, ce qui correspond à l'attitude des marins au détriment de celle de leur chef pour lequel, comme en témoigne Ulysse, les difficultés, les souffrances et les efforts pour les endurer et les vaincre restent le ferment d'une vie réussie et heureuse. Ainsi, selon James Kincaid, le lecteur se voit simplement invité à sinon partager, du moins comprendre leur point de vue pour profiter pleinement du poème.

## Postérité du poème
Si le poème Les Mangeurs de lotus n'a pas toujours reçu un accueil favorable de la critique littéraire, il a inspiré en revanche de nombreux musiciens classiques et populaires.

### L'accueil critique
Le recueil de poésie publié en 1832 est vilipendé par le Quarterly Review d'avril 1833. Le critique John Croker évoque un poème typique de la vogue des œuvres inspirées par l'usage de l'opium et raille Tennyson pour avoir laissé les marins à leur chant.
Tennyson n'incluant pas l'intervention musclée d'Ulysse racontée par Homère et le lecteur ayant pour élément de jugement sa seule description, les critiques du XIXe siècle ont tendance à trouver le poème, comme l'écrit Malcom MacLaren, « artistique plus que didactique, […] [quoique] y décelant un blâme implicite de l'oisiveté et de l'indifférence. En revanche, la critique plus récente y voit une défense de la vie peu conventionnelle de l'artiste indépendant, ce qui présuppose qu'en tant que poète, Tennyson approuve l'attitude des hommes de la mer et leur décision d'abandonner le monde extérieur ».
Enfin, la poésie de Tennyson présentant souvent un commentaire sur sa propre nature, Les Mangeurs de lotus pencherait plutôt vers une mise en avant des valeurs prônées par les habitants de l'île, voués à la rêverie et au détachement. À cet égard, le poème se structure, surtout dans le chant choral, d'une manière qui est en soi paresseuse. Le schéma des rimes et la sensualité ambiante tendent à inviter le lecteur au plaisir de la poésie, à l'envie de s'évader grâce à elle dans un autre monde et même de lui offrir la possibilité de le préférer à l'autre.
André Chénier développe le même thème que Tennyson dans son poème L'Aveugle : 
Ensuite, avec le vin, il versait aux héros

Le puissant Népenthès (de), oubli de tous les maux ;

Il cueillait le Moly, fleur qui rend l'homme sage ;

Du paisible Lotos il mêlait le breuvage.

Les mortels oubliaient, à ce philtre charmés,

Et la douce patrie et les parens aimés,.

### Le poème chez les musiciens
Le poème inspire plusieurs compositeurs anglais dont Edward Elgar qui met en musique a cappella la première strophe du chant choral en 1907-1908. L'œuvre, intitulée There is sweet Music (op. 53, no 1), est écrite pour deux chœurs, l'un de voix masculines et l'autre de voix féminines qui se répondent chacun dans une tonalité différente.
D'autre part, Hubert Parry, autre compositeur post-romantique, écrit en 1892 une œuvre pour soprano, chœur et orchestre en huit mouvements, The Lotos-Eaters, qui est retransmise par la BBC le 22 janvier 2012.
The Lotus Eaters est un groupe formé à Liverpool en 1982. Il est constitué notamment de Jerry Kelly à la guitare et de Peter Coyle au chant, ainsi que de Michael Dempsey (ancien membre du groupe The Cure). Séparé à partir de 1985, le groupe se reforme en 2001 pour publier l'album Silentspace, au son proche de certains titres de son premier essai, No Sense Of Sin. Une compilation de leur musique, First Picture of You paraît en 1998 sous les auspices de Vinyl Japan/BBC Worldwide. Elle comprend des enregistrements réalisés sur BBC Radio 1. No Sense of Sin reparaît l'année de la publication d'Arista Japan.
Dans la chanson Blown Away, interprété par le groupe de punk rock américain Youth Brigade, plusieurs vers du poème de Tennyson sont repris, en particulier Death is the end of Life; ah, why / Should life all labour be? / Let us alone. Time driveth onward fast et let us alone; what pleasure can we have to war with evil? is their any peace?.
La chanson du groupe R.E.M. Lotus comprend une référence directe à Tennyson et à son poème. Dans un entretien accordé à la revue de rock américain Q en juin 1999, le guitariste Peter Buck déclare à ce sujet : « Il y a ce grand poème anglais sur les mangeurs de lotus qui, assis au bord de la rivière — je pense que ça tourne autour de l'opium — ne se préoccupent en rien des choses de la vie. Il y a peut-être un peu de ça là-dedans. »

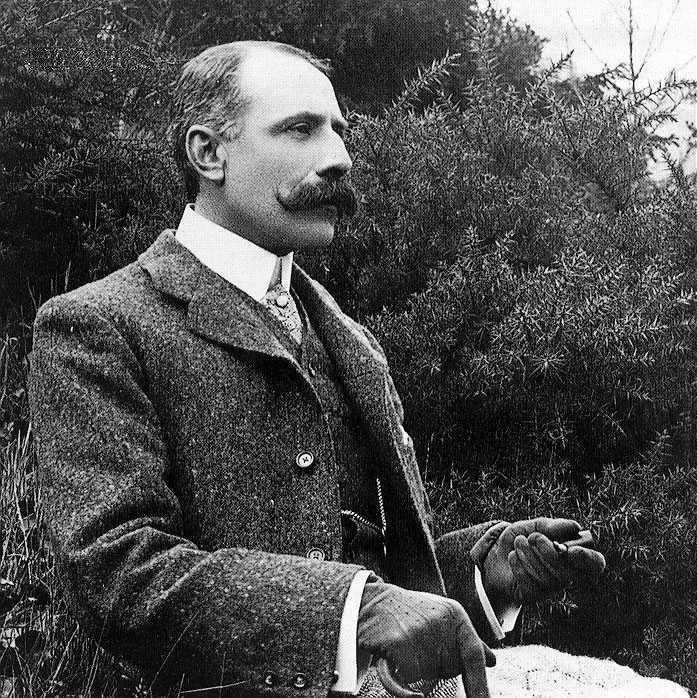
Elgar dans les années 1920.
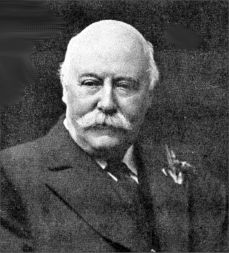
Hubert Parry vers 1916.
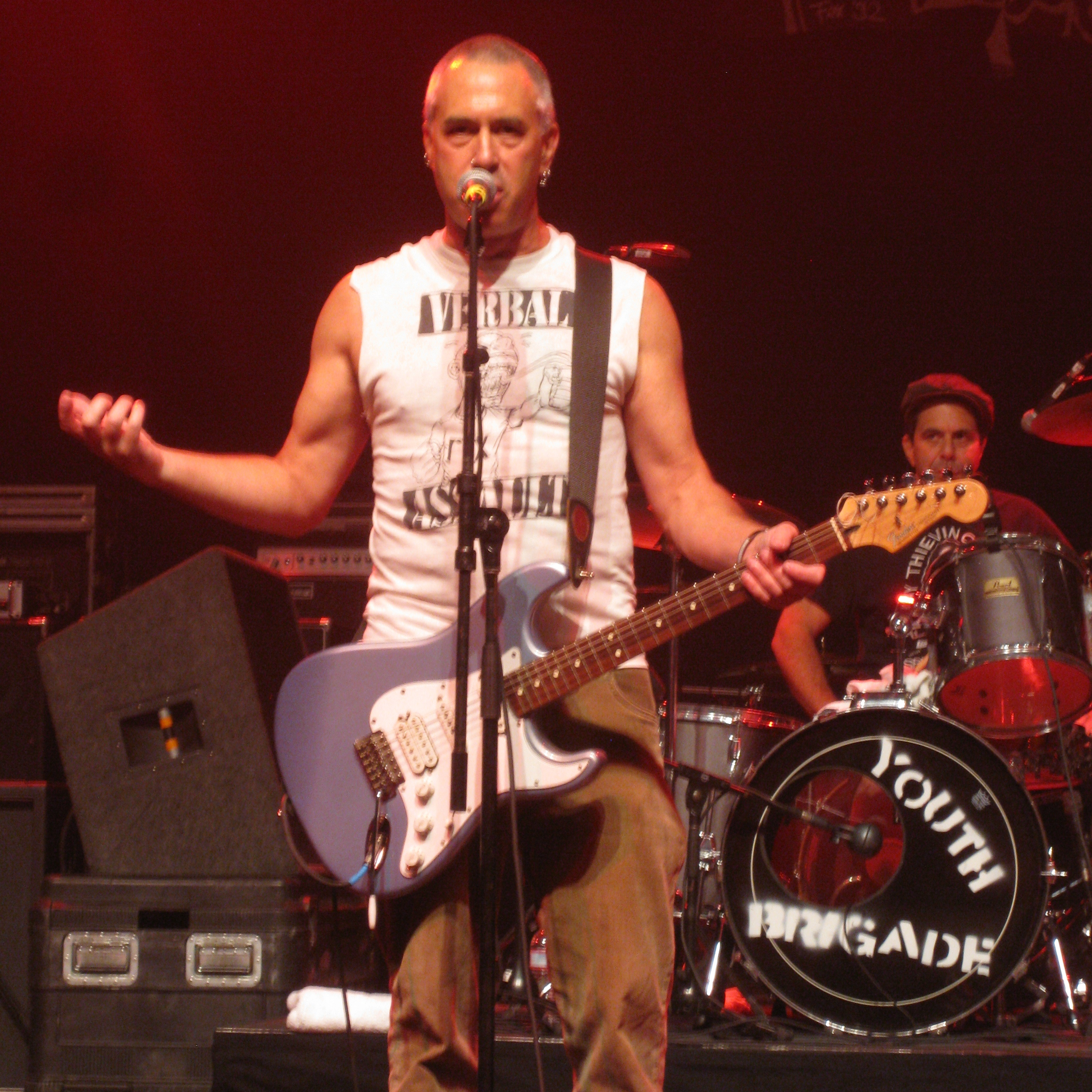
Youth Brigade en concert en 2011 à l'auditorium de Santa Monica (Californie). De face, le guitariste Shawn Stern et à droite en retrait son frère Mark aux percussions.
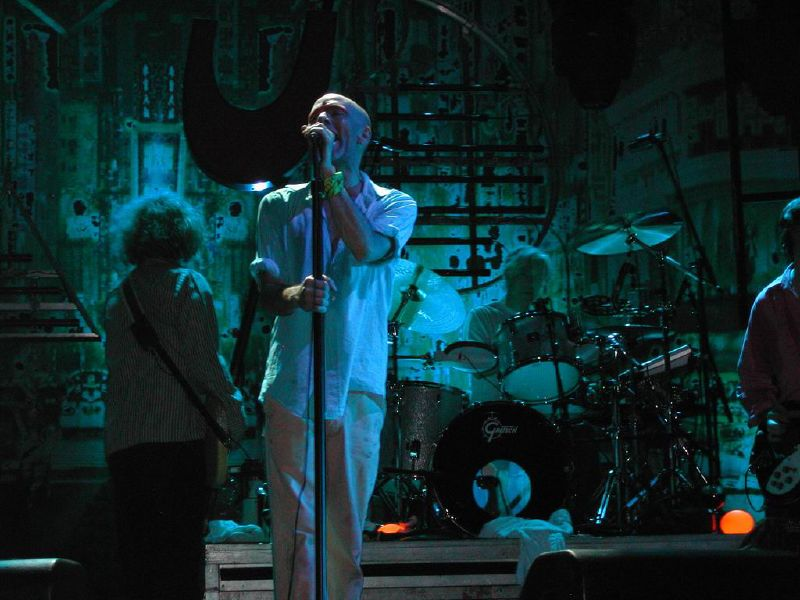
R.E.M. en concert à Padoue. De gauche à droite, le bassiste Mike Mills, le chanteur Michael Stipe, le batteur Bill Rieflin, le guitariste Peter Buck.

### Citations originales de l'auteur
1. ↑  « His voice was thin, as voices from the grave[19] ».
2. ↑  The mild-eyed melancholy Lotos-eaters came.
3. ↑  « Is there any peace ? / In ever climbing up the climbing wave ? »

### Citations originales des commentateurs
1. ↑  « Καί νύ κεν ἀσκηθὴς ἱκόμην ἐς πατρίδα γαῖαν ἀλλά με κῦμα ῥόος τε περιγνάμπτοντα Μάλειαν καὶ Βορέης ἀπέωσε παρέπλαγξεν δὲ Κυθήρων[3] »
2. ↑  « The final story is that both the courageous Ulysses and the Mariners who eat the lotos have an easier time of it than the reader; They, at least, can make choices and dissolve the tension[21] »
3. ↑  « are precariously wary and having all the time in the world[25] »
4. ↑  « harken what the inner spirit sings[30] »
5. ↑  « eating the Lotos is so much more than merely epicurean; it allows a man to listen to the melody of his own soul[30] »
6. ↑  « And music in his ears his beating heart did make[26] »
7. ↑  « Our wishes - the poem tacitly reminds us - are not necessarily sovereign[35] ».
8. ↑  « Our readers will, we think, agree that the singets of this song must have made pretty free with the intoxication fruit. How they got home you must read in Homer: — Mr Tennyson – himself, we presume, a dreamy lotos-eater, a delicious lotos-eater – leaves them in full song[37] ».
9. ↑  « as primarily artistic rather than didactic, […] [although] find[ing] in it an implied criticism of idleness and indifference […], while more recent critics see the poem as a defence of the life of the detached, self-sufficient  artist; these critic suppose that Tennyson means to commend the decision of the mariners to abandon the outside world[33] »
10. ↑  « There's the great English poem about the lotus eaters, who sit by the river and — I guess it's supposed to be about opium — never are involved in life. Maybe there's a bit of that in there[46] »

#### Traductions en français
- Alfred Tennyson (trad. Madeleine Cazamian), Tennyson, Paris, Aubier-Montaigne, 1937.

#### Ouvrages et articles généraux
- (en) Wilfred P. Mustard, « Tennyson and Homer », American Journal of Philology, vol. 21, no 2,‎ 1900, p. 143-153 (ISSN 0002-9475, e-ISSN 1086-3168, OCLC 41354043, DOI 10.2307/287899).
- (en) Sara Ruth Watson, « Milton's Ideal Day: Its Development as a Pastoral Theme », PMLA, vol. 57, no 2,‎ juin 1942, p. 404-420 (ISSN 0030-8129, DOI 10.2307/458783).
- Homère et Leconte de l'Isle (trad. Leconte de l'Isle), Iliade - Odyssée (de Homère), Paris, Gallimard, coll. « La Pléiade », 1955, 1132 p., 18 cm (ISBN 978-2070102617)
- Alain Ballabriga, Les Fictions d'Homère. L'invention mythologique et cosmographique dans l'Odyssée, Paris, P.U.F. 1968
- Níkos Kazantzákis (trad. Jacqueline Moatti, ill. lithographies originales de André Cottavoz, Paul Guiramand, André Minaux et Walter Spitzer), L'Odyssée, Paris, Plon, coll. « Richelieu », 1971, 33333 p. (BNF 33061452).
- (fr + en) Albert Laffay (Albert Laffay, traduction, préface et notes), Keats, Selected Poems, Poèmes choisis, Paris, Aubier-Flammarion, coll. « Bilingue Aubier », 1968, 375 p., p. 355, 357
- (en) Christopher Ricks, Tennyson, New York, Macmillan, 1972, 362 p., 21 cm (ISBN 978-0333135105)
- (en) A. Dwight Culler, « Monodrama and the Dramatic Monologue » [« Monodrame et monologue dramatique »], PMLA, New York, NY 10004-2434, Modern Language Association, vol. 90, no 3,‎ mai 1975, p. 366–385 (DOI 10.2307/461625, JSTOR 46162)
- (en) James Kincaid, Tennyson's Major Poems, New Haven, Yale University Press, 1975.
- (en) Linda Hughes, The Many Faced Glass, Athens, Ohio, Ohio University Press, 1988.
- (en) Michael Thorn, Tennyson, New York, St. Martin's Press, 1993, 566 p. (ISBN 9780312104146).
- Homère et Victor Bérard (trad. Victor Bérard), L'Odyssée, Le livre de poche, coll. « Classiques », 1973 (1re éd. 1924), 539 p., 18 cm (ISBN 978-2253005643)
- Jean-Pierre Vernant, L'univers, les dieux, les hommes : récits grecs des origines, Paris, Éditions du Seuil, coll. « France Loisirs », 1999, 218 p., 18 cm (ISBN 2-7441-3780-4)
- M. C. Howaston, Dictionnaire de l'Antiquité, Paris, Robert Laffont, coll. « Bouquins », 1998, 1066 p., 20,1 cm (ISBN 978-2221068007)
- Alain Ballabriga, « La prophétie de Tirésias », Mètis :  Anthropologie des mondes grecs anciens, vol. 4, no 2,‎ 1989, p. 291-304.
- Jean Cuisenier, Le périple d'Ulysse, Paris, Fayard, 2003 (ISBN 9-782213-615943)
- (en) Matthew Campbell, Rhythm & Will in Victorian Poetry [« Le rythme et la volonté dans la poésie victorienne »], Cambridge, Cambridge University Press, 1999 (ISBN 0-521-64295-7)
- Pierre Vidal-Naquet, Le monde d'Homère, Paris, Perrin, 2001.
- (en) Francis O'Gorman, Victorian Poetry, an Annotated Anthology [« La poésie victorienne, anthologie annotée »], Londres, Blackwell Publishing, 2004 (ISBN 0-631-23436-5).
- H. Tennyson, Alfred Lord Tennyson: A Memoir by His Son [« Alfred Lord Tennyson : Souvenirs par son fils »], vol. I, Sacramento, San Francisco, Stockton, University Press of the Pacific, 2005 (1re éd. 1897), 456 p., 23 cm (ISBN 978-1410224347)
- (en) Helen Luu, "Impossible Speech": 19th Century Women Poets and the Dramatic Monologue [« Le discours impossible : les femmes-poètes du XIXe siècle et le monologue dramatique »], 2008 (lire en ligne)
- Jacques Lacarrière, Dictionnaire amoureux de la Grèce, Paris, Plon, 2014, 413 p., 20 cm (ISBN 978-2702865323).
- Sonia Darthou, Lexique des symboles de la mythologie grecque, Paris, Que-sais-je ?, coll. « Que sais-je ? » (no 4060), 2017, 128 p., 18 cm (ISBN 978-2-13-073664-6, ISSN 0768-0066, OCLC 974797040, BNF 45219871, SUDOC 198498624, présentation en ligne).
- François-Xavier Fauvelle, « Les “sauvages” au XIXe siècle, entre science et spectacle », Le Monde,‎ 28 septembre 2017 (lire en ligne, consulté le 10 mai 2019).

#### Ouvrages et articles spécifiques
- Victor Bérard, Nausicaa et le retour d'Ulysse, Les navigations d'Ulysse, Paris, Armand Colin, 1929.
- M. Rousseaux, Ulysse et les mangeurs de coquelicots, Bulletin de l'Association Guillaume Budé, supplément Lettres d'humanité, tome XXX, no 3, octobre 1971, pp. 333–351.
- Jean Cuisenier, Lotus et moly : deux plantes énigmatiques chez Homère, Cahiers de Littérature orale, 2003.
- Timothy L. Dyson, « Ulysse de Tennyson », sur Interesting Literature, 2018 (consulté le 10 mai 2019).
- (en) Wilfred P. Mustard, « Tennyson and Homer », American Journal of Philology, vol. 21, no 2,‎ 1900, p. 143-153 (ISSN 0002-9475, e-ISSN 1086-3168, OCLC 41354043, DOI 10.2307/287899).
- (en) Sara Ruth Watson, « Milton's Ideal Day: Its Development as a Pastoral Theme », PMLA, vol. 57, no 2,‎ juin 1942, p. 404-420 (ISSN 0030-8129, DOI 10.2307/458783).
- Homère et Leconte de l'Isle (trad. Leconte de l'Isle), Iliade - Odyssée (de Homère), Paris, Gallimard, coll. « La Pléiade », 1955, 1132 p., 18 cm (ISBN 978-2070102617)
- Alain Ballabriga, Les Fictions d'Homère. L'invention mythologique et cosmographique dans l'Odyssée, Paris, P.U.F. 1968
- Níkos Kazantzákis (trad. Jacqueline Moatti, ill. lithographies originales de André Cottavoz, Paul Guiramand, André Minaux et Walter Spitzer), L'Odyssée, Paris, Plon, coll. « Richelieu », 1971, 33333 p. (BNF 33061452).
- (fr + en) Albert Laffay (Albert Laffay, traduction, préface et notes), Keats, Selected Poems, Poèmes choisis, Paris, Aubier-Flammarion, coll. « Bilingue Aubier », 1968, 375 p., p. 355, 357
- (en) Christopher Ricks, Tennyson, New York, Macmillan, 1972, 362 p., 21 cm (ISBN 978-0333135105)
- (en) A. Dwight Culler, « Monodrama and the Dramatic Monologue » [« Monodrame et monologue dramatique »], PMLA, New York, NY 10004-2434, Modern Language Association, vol. 90, no 3,‎ mai 1975, p. 366–385 (DOI 10.2307/461625, JSTOR 46162)
- (en) James Kincaid, Tennyson's Major Poems, New Haven, Yale University Press, 1975.
- (en) Linda Hughes, The Many Faced Glass, Athens, Ohio, Ohio University Press, 1988.
- (en) Michael Thorn, Tennyson, New York, St. Martin's Press, 1993, 566 p. (ISBN 9780312104146).
- Homère et Victor Bérard (trad. Victor Bérard), L'Odyssée, Le livre de poche, coll. « Classiques », 1973 (1re éd. 1924), 539 p., 18 cm (ISBN 978-2253005643)
- Jean-Pierre Vernant, L'univers, les dieux, les hommes : récits grecs des origines, Paris, Éditions du Seuil, coll. « France Loisirs », 1999, 218 p., 18 cm (ISBN 2-7441-3780-4)
- M. C. Howaston, Dictionnaire de l'Antiquité, Paris, Robert Laffont, coll. « Bouquins », 1998, 1066 p., 20,1 cm (ISBN 978-2221068007)
- Alain Ballabriga, « La prophétie de Tirésias », Mètis :  Anthropologie des mondes grecs anciens, vol. 4, no 2,‎ 1989, p. 291-304.
- Jean Cuisenier, Le périple d'Ulysse, Paris, Fayard, 2003 (ISBN 9-782213-615943)
- (en) Matthew Campbell, Rhythm & Will in Victorian Poetry [« Le rythme et la volonté dans la poésie victorienne »], Cambridge, Cambridge University Press, 1999 (ISBN 0-521-64295-7)
- Pierre Vidal-Naquet, Le monde d'Homère, Paris, Perrin, 2001.
- (en) Francis O'Gorman, Victorian Poetry, an Annotated Anthology [« La poésie victorienne, anthologie annotée »], Londres, Blackwell Publishing, 2004 (ISBN 0-631-23436-5).
- H. Tennyson, Alfred Lord Tennyson: A Memoir by His Son [« Alfred Lord Tennyson : Souvenirs par son fils »], vol. I, Sacramento, San Francisco, Stockton, University Press of the Pacific, 2005 (1re éd. 1897), 456 p., 23 cm (ISBN 978-1410224347)
- (en) Helen Luu, "Impossible Speech": 19th Century Women Poets and the Dramatic Monologue [« Le discours impossible : les femmes-poètes du XIXe siècle et le monologue dramatique »], 2008 (lire en ligne)
- Jacques Lacarrière, Dictionnaire amoureux de la Grèce, Paris, Plon, 2014, 413 p., 20 cm (ISBN 978-2702865323).
- Sonia Darthou, Lexique des symboles de la mythologie grecque, Paris, Que-sais-je ?, coll. « Que sais-je ? » (no 4060), 2017, 128 p., 18 cm (ISBN 978-2-13-073664-6, ISSN 0768-0066, OCLC 974797040, BNF 45219871, SUDOC 198498624, présentation en ligne).
- François-Xavier Fauvelle, « Les “sauvages” au XIXe siècle, entre science et spectacle », Le Monde,‎ 28 septembre 2017 (lire en ligne, consulté le 10 mai 2019).